# (500084) 2011 YF26
(500084) 2011 YF26 es un asteroide perteneciente al cinturón de asteroides, descubierto el 25 de diciembre de 2011 por el equipo del Spacewatch desde el Observatorio Nacional de Kitt Peak, Arizona, Estados Unidos.

## Designación y nombre
Designado provisionalmente como 2011 YF26.

## Características orbitales
2011 YF26 está situado a una distancia media del Sol de 2,227 ua, pudiendo alejarse hasta 2,673 ua y acercarse hasta 1,781 ua. Su excentricidad es 0,200 y la inclinación orbital 0,301 grados. Emplea 1214,08 días en completar una órbita alrededor del Sol.

## Características físicas
La magnitud absoluta de 2011 YF26 es 18,8.